# Єдинецька волость
Єдинецька волость — історична адміністративно-територіальна одиниця Хотинського повіту Бессарабської губернії.
Станом на 1886 рік — складалася з 24 поселень, 21 сільської громади. Населення — 13673 особи (7089 осіб чоловічої статі та 6584 — жіночої), 2271 дворове господарство.
|                     | Площа, десятин | У тому числі орної, дес. |
| ------------------- | -------------- | ------------------------ |
| Сільських громад    | 14841          | 9462                     |
| Приватної власності | 21246          | 12232                    |
| Казенної власності  | 206            | —                        |
| Іншої власності     | 1304           | 781                      |
| Загалом             | 37597          | 22475                    |

Основні поселення волості:
- Єдинці — містечко царачьке[2] за 76 верст від повітового міста, 914 особа, 189 дворів, православна церква, 4 молитовних будинки, лікарні, 3 школи, 95 лавок, 6 постоялих дворів, винний склад, базари по вівторках. За 22 верст — винокуренний завод. За 23 верст — 3 кордони. За 24 верст — 2 кордони. За 25 верст — кордон. За 26 верст — кордон. За 27 верст — 2 кордони.
- Бурланешти — село царачьке при річці Драбища, 437 осіб, 95 дворів, православна церква.
- Вішори (Драгунешти) — село царачьке при річці Прут, 517 осіб, 115 дворів, православна церква.
- Гординешти — село царачьке при річці Раковець, 831 осіб, 183 двори, православна церква, часовня.
- Каракушани — село царачьке при річці Вілія, 250 осіб, 113 дворів, православна церква.
- Коржеуци — село царачьке при річці Вілія, 1657 осіб, 411 дворів, православна церква, поштова станція.
- Старі Бетрахи (Петроуці, Бедриживени) — село царачьке при річці Прут, 441 особа, 60 дворів, православна церква.
- Тринки (Свіцкоуці) — село царачьке при річці Драбища, 942 особи, 177 дворів, 2 православні церкви.
- Тирнова — село царачьке при річці Раківця, 633 особи, 123 двори, православна церква.
- Фінешти — село царачьке при річці Драбища, 602 особи.